# Mangora melanocephala
Mangora melanocephala là một loài nhện trong họ Araneidae.
Loài này thuộc chi Mangora. Mangora melanocephala được Władysław Taczanowski miêu tả năm 1874.